# Eric Osterling
Eric Osterling (* 21. März 1926 in West Hartford, Connecticut (USA); † 26. Juli 2005) war ein US-amerikanischer Komponist und Arrangeur.
Viele Menschen bezeichnen ihn heute als „Modern March King“ (Moderner Marsch-König). Diesen Titel stellte er mit vielen seiner Kompositionen sicher. Osterling pflegte eine enge Zusammenarbeit mit dem Musikverlag „Hal Leonard“.

## Werke (Auszug)
- Dorchester
- Fandango for Flutes
- Bandology
- Charter Oak
- Le Sabre
- March for a festive Ocation
- Pulsar
- Totem Pole

## Arrangements (Auszug)
- It Don’t Mean a Thing (If It Ain’t Got That Swing) (D. Ellington) Hal Leonard
- „Salute to Louis Armstrong“ (Verschiedene) Hal Leonard
- „Don’t be Cruel“ (Elvis) Hal Leonard
- "Begin the Beguine (Cole Porter) Hal Leonard